# Yellow Springs (Ohio)
Yellow Springs es una villa ubicada en el condado de Greene en el estado estadounidense de Ohio. En el Censo de 2010 tenía una población de 3487 habitantes y una densidad poblacional de 667,83 personas por km².

## Geografía
Yellow Springs se encuentra ubicada en las coordenadas 39°47′59″N 83°53′41″O / 39.79972, -83.89472. Según la Oficina del Censo de los Estados Unidos, Yellow Springs tiene una superficie total de 5.22 km², de la cual 5.22 km² corresponden a tierra firme y (0%) 0 km² es agua.

## Demografía
Según el censo de 2010, había 3487 personas residiendo en Yellow Springs. La densidad de población era de 667,83 hab./km². De los 3487 habitantes, Yellow Springs estaba compuesto por el 78.15% blancos, el 11.96% eran afroamericanos, el 0.63% eran amerindios, el 1.49% eran asiáticos, el 0% eran isleños del Pacífico, el 0.43% eran de otras razas y el 7.34% pertenecían a dos o más razas. Del total de la población el 2.04% eran hispanos o latinos de cualquier raza.